# Christin-Marie Stamm
Christin-Marie Stamm (* 20. August 1991 in Olpe) ist eine deutsche Politikerin (SPD). Sie ist seit 2022 Abgeordnete im Landtag von Nordrhein-Westfalen.

## Leben
Christin-Marie Stamm studierte zunächst Deutsches und Europäisches Wirtschaftsrecht mit Bachelorabschluss. Im Jahr 2020 nahm sie an der Universität Siegen ein entsprechendes Masterstudium auf. Sie war von 2011 bis 2020 für eine Getränkevertriebsfirma tätig, zudem seit 2009 im familieneigenen Verlag.

## Partei und Politik
Christin-Marie Stamm war in den Jahren 2013 bis 2020 Vorsitzende der Jusos im Kreis Olpe. Seit 2018 ist Christin-Marie Stamm Vorsitzende des SPD-Ortsvereins Olpe. Für ihre Partei gehört sie seit 2014 dem Kreistag im Kreis Olpe an, seit 2018 dem Rat der Stadt Olpe und seit 2020 ist sie Mitglied der Landschaftsversammlung Westfalen-Lippe.
Bei der Landtagswahl in Nordrhein-Westfalen 2022 erhielt sie ein Abgeordnetenmandat im Landtag von Nordrhein-Westfalen. Sie zog über die Landesliste ihrer Partei in den Landtag ein.